# 铁人水陆两项
铁人水陆两项是一项结合了跑步和游泳的多项目比赛 。参赛者先是游泳，紧接着跑步。项目间的转换耗时也包含在比赛时间内，运动员要争取用尽可能少的时间完成比赛。 
铁人水陆两项是两个项目组合而成的耐力赛，在20世纪下半叶，铁人三项竞赛及其变种逐渐兴起。 现代的铁人水陆两项比赛被视为铁人三项大类的一种，因为标准比赛的距离与铁人三项相同，只是没有自行车。 因此，这项运动是由国际铁人三项联盟 （ International Triathlon Union ）管理的，该联盟每年都会组织世界锦标赛 。 

## 历史
最早的铁人水陆两项比赛日期难以确定，因为游泳和跑步都有悠久的历史。 铁人水陆两项的现代根源可以追溯到1950年代的澳大利亚的救生竞赛。 比赛包括沿着海滩奔跑，出海绕着浮标游泳，游回海滩后再沿着海滩奔跑。 到1960年代，这种想法已经传播到美国的加利福尼亚州，在跑步和游泳者中越来越受欢迎。  美国铁人三项协会认为在美国第一届铁人水陆两项比赛是Dave Pain生日两项赛，这项比赛由赛跑和游泳组成，于1971年在圣迭戈举行。  理由是基于铁人水陆两项与铁人三项的关系，以及Dave Pain生日两项赛启发了三年后的第一届铁人三项比赛（Mission Bay Triathlon）。  

## 概况
一般而言，铁人水陆两项比赛距离与铁人三项相同，也有距离不同的情况。 游泳大多在公开水域进行，但也有一些在泳池里冲刺/超级冲刺。 
国际铁人三项联盟“温水”标准距离为2.5公里跑步，一公里游泳，2.5公里跑步。 如果水温低于22°C，则必须身穿潜水服游泳一公里，加一次5公里的跑步。 “长距离”比赛游泳距离为2公里，跑步距离为10公里。 如果额定水温较低（约16°C），则比赛距离可能会缩短，甚至可能取消。 
不同国家的运动协会都有各自的距离和温度规则，通常与国家运动员的适应能力有关。 例如，在冰岛，选手会在10°C训练/比赛。 
铁人水陆两项与铁人三项最相似，主要区别是缺少自行车项目。 自行车比赛为运动员和比赛组织者增加了额外的复杂性。以下是没有自行车比赛的好处： 
- 运送自行车到比赛场地，对于运动员是繁重的后勤负担，尤其是在国际比赛中。
- 比赛组织者必须选择一个可以存放自行车的路线，并可能需要采取封路措施。
- 非正式的铁人水陆两项比赛可以在地区性的湖泊举办。

现代五项与铁人水陆两项相似，都包括游泳和跑步。 但是游泳和越野跑只是组成现代五项全能赛的五项赛事中的两项，而且是分开的，非连续的比赛。 在五项全能运动中， 游泳和跑步距离也有别于铁人水陆两项。 
从铁人三项衍生另一种运动是铁人骑跑两项 ，它包括了自行车和跑步，但是省去了游泳部分。 

## 赛事
自1998年以来，国际铁人三项联盟每年举行一次铁人水陆两项世界锦标赛 。 